# Lega Pro Prima Divisione
Lega Pro Prima Divisione là giải bóng đá cao thứ ba ở Ý. Bao gồm 33 đội, được chia theo địa lý thành hai bảng lần lượt là 16 và 17 đội cho nhóm A và B. Cho đến năm 2008, nó được gọi là Serie C1.
Trước mùa giải 1978-79 chỉ có ba giải bóng đá chuyên nghiệp ở Ý, thứ ba là Serie C. Năm 1978, người ta đã quyết định tách Serie C thành Serie C1 và Serie C2. Serie C2, giải đấu chuyên nghiệp cao thứ tư trong hệ thống Ý, cũng được đổi tên vào năm 2008 và được gọi là Lega Pro Seconda Divisione.  Các cải cách, đã được quyết định FIGC đã dẫn đến sự thống nhất với các bộ phận thứ hai bắt đầu từ 2014-2015 và với sự tái sinh tiếp theo của giải đấu thứ ba của giải đấu chuyên nghiệp với 60 đội tổ chức chia thành ba bảng 20 đội Lega Pro. 

## Thăng hạng và xuống hạng
Trong mỗi bảng, hai đội được thăng hạng lên Serie B, và ba đội xuống hạng Lega Pro Seconda Divisione. Tổng cộng, giải đấu đã thăng hạng 4 đội lên Serie B và xuống hạng 6 đội cho Seconda Divisione.
Đội hoàn thành vị trí đầu tiên trong mùa giải thường được thăng hạng trực tiếp lên Serie B, trong khi các đội xếp thứ 2 đến thứ 5 được vào bán kết play-off để có cơ hội giành vị trí thăng hạng thứ hai cho bảng cụ thể đó.

## Vô địch quá khứ
Nguồn cho người chiến thắng giải đấu:

### Lega Pro Prima Divisione
| Mùa giải | Vô địch        | Thắng play-off |
| -------- | -------------- | -------------- |
| 2008–09  | Cesena         | Padova         |
| 2009–10  | Novara         | Varese         |
| 2010–11  | Gubbio         | Verona         |
| 2011–12  | Ternana        | Pro Vercelli   |
| 2012–13  | Trapani        | Carpi          |
| 2013–14  | Virtus Entella | Pro Vercelli   |

| Mùa giải | Vô địch        | Thắng play-off |
| -------- | -------------- | -------------- |
| 2008–09  | Cesena         | Padova         |
| 2009–10  | Novara         | Varese         |
| 2010–11  | Gubbio         | Verona         |
| 2011–12  | Ternana        | Pro Vercelli   |
| 2012–13  | Trapani        | Carpi          |
| 2013–14  | Virtus Entella | Pro Vercelli   |

| Mùa giải | Vô địch     | Thắng play-off  |
| -------- | ----------- | --------------- |
| 2008–09  | Gallipoli   | Crotone         |
| 2009–10  | Portogruaro | Pescara         |
| 2010–11  | Nocerina    | Juve Stabia     |
| 2011–12  | Spezia      | Virtus Lanciano |
| 2012–13  | Avellino    | Latina          |
| 2013–14  | Perugia     | Frosinone       |

| Mùa giải | Vô địch     | Thắng play-off  |
| -------- | ----------- | --------------- |
| 2008–09  | Gallipoli   | Crotone         |
| 2009–10  | Portogruaro | Pescara         |
| 2010–11  | Nocerina    | Juve Stabia     |
| 2011–12  | Spezia      | Virtus Lanciano |
| 2012–13  | Avellino    | Latina          |
| 2013–14  | Perugia     | Frosinone       |